# Срчани мишић
Срчано мишићно ткиво (лат. textus muscularis cardiacus striatus) изграђује средишњи слој срчаног зида (миокард) и средишњи слој плућних вена у близини њиховог ушћа у срце. По структури је слично попречно-пругастом, а по функцији глатком мишићном ткиву.
Састављено је од попречно-пругастих влакана, која се разликују од скелетних по димензијама (тања су и краћа), распореду једара, присуству тзв. прелазних плоча, слабије израженој попречној испруганости и др. Срце се састоји од две врсте влакана. Једна врста изграђује радну мускулатуру одговорну за контракције, а друга врста спроводну мускулатуру која садржи мало контрактилних фибрила и која је одговорна за стварање и спровођење импулса до контрактилних влакана.
Срчана мишићна влакна су састављена од серијски везаних ћелија (кардиомиоцита). Оне су широке 10-20 µm, а дугачке 50-120 µm. Свака ћелија има једно или два централно постављена једра, што омогућава разликовање срчаног и скелетног мишићног ткива. Миофибрили такође немају исти распоред као код попречно-пругастих мишића, али су актински и миозински филаменти организовани на исти начин. Попречна испруганост није тако изражена, због присуства великог броја митохондрија (које заузимају 40% волумена кардиомиоцита). Између суседних ћелија налазе се прелазне плоче (интеркалатни дискови).
Интеркалатни дискови су специјализовани спојеви, који омогућавају брзо и лако преношење импулса од једне ћелије до друге. Захваљујући овој чињеници, срчани мишић се често означава као синцицијум. У срцу постоје два синцицијума: преткоморски и коморски. Они су у потпуности одвојени везивним ткивом и једино атрио-вентрикуларни сноп може да пренесе импулс из преткомора у коморе.
Срчани мишић се контрахује ритмично и аутоматски, а инервише га вегетативни нервни систем (симпатикус и парасимпатикус). Сигнали који изазивају срчане контракције настају у зиду десне преткоморе, али нервни систем утиче на његов ритам.
У раном детињству постоји благо изражена способност регенерације овог ткива, али код одраслих она уопште не постоји. Најчешћи узрок оштећења и пропадања миокарда је инфаркт.